# Лика (футболист)
Луи́ш Ка́рлуш Пере́йра Карне́йру (порт. Luís Carlos Pereira Carneiro более известный, как Лика́ (порт. Licá; родился 8 сентября 1988 года в Ламелаше, Португалия) — португальский футболист, полузащитник клуба «Фаренсе». Выступал в сборной Португалии.

## Клубная карьера
Лика начал карьеру в 2007 году в клубе «Академика». Для получения игровой практики он на протяжении двух сезонов выступал за клубы низших дивизионов «Тоурезенше» и «Трофенсе». В 2011 году Лика перешёл в «Эшторил-Прая». Он помог клубу выиграть Сегунду и выйти в Лигу Сангриш. В мае 2013 года Лика подписал контракт на четыре года с «Порту». 18 августа в матче против «Витории» он дебютировал за новый клуб. 25 августа в поединке против «Маритиму» Лика забил свой первый гол за «драконов». В том же году он помог команде завоевать Суперкубок Португалии.
1 августа 2014 года Лика перешёл в испанский «Райо Вальекано» на 1 год на правах аренды. 21 сентября в матче против «Вильярреала» он дебютировал в Ла Лиге.
Летом 2015 года Лика вновь был отдан в аренду, его новой командой стала «Витория Гимарайнш». 23 августа в поединке против «Белененсеша» он дебютировал за новый клуб. 29 января 2016 года в поединке против Униан Мадейра Лика забил свой первый гол за Виторию.
Летом 2016 года Лика на правах свободного агента перешёл в английский «Ноттингем Форест». 14 сентября в матче против «Ротерем Юнайтед» он дебютировал в Чемпионшипе. В начале 2017 года Лика на правах аренды вернулся в «Эшторил-Прая».
Летом Лика был отдан в аренду в «Гранаду». 11 октября в матче против «Химнастика» он дебютировал Сегунде. В начале 2018 года Лика присоединился к «Белененсешу». 5 февраля в матче против «Витории Сетубал» он дебютировал за новую команду. 18 марта в поединке против «Морейренсе» Лика забил свой первый гол за «Белененсеш».

## Международная карьера
11 сентября 2013 года в товарищеский матче против сборной Бразилии Лика дебютировал за сборную Португалии.

## Достижения
«Порту»
- Обладатель Суперкубка Португалии — 2013